# Sur le coq
Sur le coq est un tableau réalisé par le peintre soviétique Marc Chagall en 1928. Cette huile sur toile représente une femme enlaçant un coq qu'elle chevauche. Elle est conservée au musée Thyssen-Bornemisza, à Madrid.